# Svirče
Svirče falu Horvátországban, Hvar szigetén. Közigazgatásilag Jelsához tartozik.

## Fekvése
Splittől 42 km-re délkeletre, Jelsától 4 km-re nyugatra, a Hvar sziget középső részén, a Starigradsko-mező déli szélén, a Sveti Nikola-hegy alatt fekszik. 

## Története
A hagyomány szerint a települést Vrbanjról érkezett pásztorok alapították. Neve a horvát "svirati" (zenélni) igével van összefüggésben. Első írásos említése 1331-ben a hvari statútumban történt. Lakói az állattenyésztés mellett főként szőlő-, olíva- és levendulatermesztéssel foglalkoztak. A velencei uralomnak 1797-ben vége szakadt és osztrák csapatok vonultak be Dalmáciába. 1806-ban a sziget az osztrákokat legyőző franciák uralma alá került, de Napóleon lipcsei veresége után újra az osztrákoké lett. 1857-ben 544, 1910-ben 745 lakosa volt. A település 1918-ban az új szerb-horvát-szlovén állam, majd később Jugoszlávia része lett. A II. világháború után a szocialista Jugoszláviához került. 1991-től a független Horvátország része. 2011-ben 407 lakosa volt.

## Népesség
| Lakosság változása | Lakosság változása | Lakosság változása | Lakosság változása | Lakosság változása | Lakosság változása | Lakosság változása | Lakosság változása | Lakosság változása | Lakosság változása | Lakosság változása | Lakosság változása | Lakosság változása | Lakosság változása | Lakosság változása | Lakosság változása |
| ------------------ | ------------------ | ------------------ | ------------------ | ------------------ | ------------------ | ------------------ | ------------------ | ------------------ | ------------------ | ------------------ | ------------------ | ------------------ | ------------------ | ------------------ | ------------------ |
| 1857               | 1869               | 1880               | 1890               | 1900               | 1910               | 1921               | 1931               | 1948               | 1953               | 1961               | 1971               | 1981               | 1991               | 2001               | 2011               |
| 544                | 839                | 674                | 755                | 847                | 745                | 731                | 642                | 636                | 626                | 627                | 588                | 558                | 491                | 445                | 407                |

## Nevezetességei
- Szent Mária Magdolna tiszteletére szentelt temploma[4] a település meghatározó épülete. A templomot 1777-ben építették egy korábbi templom alapjaira, melyet már 1586-ban említenek. Ezen a helyen egy még korábbi templom is állt, mely már 1331-ben a hvari statútumban is szerepel. Az épület mai formáját az 1914-es bővítés során nyerte el, az év július 22-én szentelte fel Juraj Carić püspök. Öt oltára van. Az egyetlen kupolás épület a szigeten.

- A település központi terén, a Pjacán álló Szűz Mária-templomot[5] az egykori loggiából építették át 1820-ban. Kőlappal kirakott tér aljzatára, szabályos sorokban rakott kőből épült. A főhomlokzat keletre néz, alul a téglalap alakú, kőkeretes portál és két kőkeretes ablak tagolja. Felette kisméretű rozetta, legfelül pedig háromnyílású harangdúc található. Különlegessége a főhomlokzat bal oldalán látható, nagyméretű óra.

- A Szent Miklós-templom templom[6] Hvar-sziget névadó, legmagasabb csúcsán található, melynek sziklái meredeken emelkednek ki a tengerből a sziget déli oldalán. Faragott kőből épült, téglalap alaprajzzal, kőlappal fedett nyeregtetővel, dongaboltozattal. A régebbi épülethez később előcsarnok is épült. A 20. század végi felújítás során az előcsarnok fölé fából készült nyeregtetőt helyeztek, majd templomot és az előcsarnokot egybeboltozták. Egy egyszerű kőoltáron Szent Miklós restaurált kőszobra áll. A templom kivételes jelentősége, hogy építése Matija Ivanić nevéhez fűződik, melyben egyes történészek Matija Ivanićot, a népfelkelés vezérét, mások pedig a nagyapját ismerik fel.

- A település délnyugati részén, a Vrbanjba vezető helyi út mentén épült a „Šimunića dvori” lakóépület együttes, amely magában foglalja a Szent József-templomot[7]  is. A templomot 1671-ben építették Nikola Šimunić kanonok és testvérei. Téglalap alaprajzú, apszis nélküli épület, főhomlokzata északra néz. A habarcsba rakott faragott kőből épült, de a keleti, nyugati és déli homlokzaton átépítések nyomai láthatók. A fő, északi homlokzaton egy félköríves profilú lunettás portál található, amelyben Szent József rusztikus feje van kőbe vésve. A szemöldökkőbe vésve találjuk az építés évét és az építtetőt megörökítő feliratot: „1671. ezt a templomot a néhai Petar Šimunić testvérei építették.” A főhomlokzat oromzatában eredetileg egy háromrészes kő harangdúc állt, amely összeomlott, így 1969-ben új, egyrészes kő harangdúcra cserélték.

- A Makjanić-házban az autodidakta szobrászművész Josip Makjanić (1837-1929) szobrai és fafaragványai tekinthetők meg.

## Gazdaság
Svirče ma a sziget legfejlődőbb települései közé tartozik, melyet elsősorban minőségi borainak és modern olíva feldolgozójának köszönhet. Az "Ivan Dolac" bor, melynek a Svirači Mezőgazdasági és Borászati Szövetkezet az előállítója a Horvát Gazdasági Kamara "Izvorno hrvatsko" kitüntető ismertetőjegyét viseli. A "Plavac Hvar" bor a kamara "Hrvatska kvaliteta" ismertetőjegyével van kitüntetve. A szövetkezet 2006-ban az ország legjobb borászati üzemét építette fel és termékeit a Párizsi Nemzetközi Borkiállításon aranyéremmel jutalmazták.